# Sferindru

Sferindrul poate fi văzut ca volumul dintre două bile din spațiul cvadridimensional, paralele și egale.
În imagine, proiecție ortogonală în 2D a proiecției stereografice în 3D.

Construcția unui sferindru (cilindru sferic) prin translația unei bile tridimensionale într-o a patra dimensiune

În geometria cvadridimensională sferindrul, cilindrul sferic sau prisma sferică este un obiect geometric, definit ca produsul cartezian al unei bile tridimensionale (reuniunea unei sfere cu interiorul său) cu raza r1 și un segment de dreaptă de lungime 2r2 :
{\displaystyle D=\{(x,y,z,w)|x^{2}+y^{2}+z^{2}\leq r_{1}^{2},\ w^{2}\leq r_{2}^{2}\}}
La fel ca duocilindrul, este, de asemenea, analog cu un cilindru în spațiul tridimensional, care este produsul cartezian al unui disc cu un segment de dreaptă .
Poate fi văzut în spațiul tridimensional prin proiecția stereografică ca două sfere concentrice, într-un mod similar în care un tesseract (prismă cubică) poate fi proiectat ca două cuburi concentrice și cum un cilindru circular poate fi proiectat în spațiul bidimensional ca două cercuri concentrice.